# Наследственная монархия
Наследственная монархия — наиболее распространённый тип монархии, когда престол передаётся в рамках одной династии автоматически согласно порядку престолонаследия.
В древнейший период истории Греции наследственные монархи греческого государства назывались Басилевс.
На начало XX столетия, наследственная монархия наиболее распространённая и исключительно господствующая форма, причём имела три порядка наследования, и преемство её было по закону.
Самым часто встречающимся типом наследственной монархии является династическая монархия, при которой власть передаётся от отца к старшему сыну. Помимо этого, на Руси существовала лествичная система, согласно которой княжеская власть передавалась от старших братьев к младшим. 
Конституционная наследственная монархия, как форма правления была, до 1918 года, в Австро-Венгрии, Королевстве Вюртемберг, а на 1930-е годы, была принята в Монако.
В настоящее время к наследственным монархиям принадлежит большинство монархий мира, в том числе Великобритания, страны Содружества и все европейские монархии, кроме Андорры и Ватикана.